# Southland (Region)
Die Southland Region ist eine Verwaltungsregion auf der Südinsel von Neuseeland. Sie ist flächenmäßig die drittgrößte Region des Landes. Die Regionsverwaltung, die ihren Sitz in Invercargill hat, gab 1998 der Region mit Environment Southland einen neuen Namen. Der Rat nennt sich seitdem Environment Southland Regional Council. Regierungsseitig wird die Region aber weiterhin Southland Region und der Rat Southland Region Council genannt.

## Geographie

### Geographische Lage
Die Southland Region bedeckt mit 31.195 km² reiner Landfläche den Südwesten der Südinsel Neuseelands, einschließlich Stewart Island. Mit 94.467 im Jahr 2018 gezählten Einwohnern kommt die Region auf eine Bevölkerungsdichte von 3,0 Einwohner pro km² und ist damit die Region mit der zweitniedrigsten Bevölkerungsdichte des ganzen Landes.
Der Westen der Region ist von der alpinen Bergwelt der Neuseeländischen Alpen geprägt, die im Südwesten der Insel zur Küste hin auslaufen. Der Norden der Region hingegen liegt im Einzugsgebiet der Eyre Mountains und den Garvie Mountains. Südöstlich des Gore Districts teilen sich die Regionen Southland und Otago die Catlins, eine Mittelgebirgslandschaft an der Südostküste. Der mittlere und östliche Teil der Region wird dagegen von weiten Ebenen, wie den Southland Plains und den Waimea Plains bestimmt, die intensivst Landwirtschaftlich genutzt werden.
Die Region Southland beherbergt zwei Nationalparks, den Fiordland National Park und einen Teil des Mount Aspiring National Park im Nordwesten. Die größten Flüsse der Region sind die beiden über 200 km langen Waiau River und Mataura River, die beiden in südliche Richtung die Region durchqueren und schließlich in die Foveaux Strait münden. Größte Stadt der Region ist mit rund 51.700 Einwohnern Invercargill, gefolgt von Gore mit rund 7350, Otatara mit rund 2500, Winton mit rund 2100, Te Anau mit rund 1850, Bluff mit rund 1800 und Riverton/Aparima mit rund 1450 Einwohnern.

### Klima
Die Region ist auf Grund ihrer Lage den vorherrschenden westlichen und südwestlichen Winden besonders ausgesetzt. Sie bringen kühles und regenreiches Wetter. Mit um die 8000 mm Niederschläge über das Jahr hin gehört der Südwesten zu den regenreichsten Gebieten der Erde. Geschützt durch die Berge im Westen sind die östlichen Gebiete der Region mit 800 bis 1200 mm Niederschlag vergleichsweise trocken. Die durchschnittlichen Tagestemperaturen im Sommer liegen zwischen 13 °C und 20 °C, je nach Höhenlage, in den Bergen kühler und in den Ebenen wärmer. Im Winter ist die westliche und südwestliche Küstenregion mit 4 °C bis 7 °C vergleichsweise warm. Dagegen liegen die durchschnittlichen Tagestemperaturen im Inland vielfach im einstelligen Minusbereich, in den Ebenen um 0 bis 2 °C. Die jährliche Sonnenscheindauer ist in der Region sehr ungleich verteilt. Während der Südwesten durchweg bei unter 1300 Stunden liegt, erhöht sich die Sonnenscheindauer bis auf rund 1800 Stunden je weiter man nach Norden bzw. nach Osten kommt.

## Bevölkerung

### Bevölkerungsentwicklung
Von den 97.467 Einwohnern der Region waren 2018 17.349 Einwohner Māori-stämmig (14,9 %). Damit lebten 0,37 % der Māori-Bevölkerung des Landes in der Region Southland. Das durchschnittliche Einkommen in der Bevölkerung lag 2018 bei 32.100 NZ$ gegenüber 31.800 NZ$ im Landesdurchschnitt.

### Herkunft und Sprachen
Die Frage nach der Zugehörigkeit einer ethnischen Gruppe beantworteten in der Volkszählung 2018 86,5 % mit Europäer zu sein, 14,9 % gaben an, Māori-Wurzeln zu haben, 2,6 % kamen von den Inseln des pazifischen Raums und 5,5 % stammten aus Asien (Mehrfachnennungen waren möglich). 2,6 % der Bevölkerung sprachen Māori als zweithäufigste Sprache nach Englisch.

## Politik

### Verwaltung
Die Region Southland besitzt einen Verwaltungsrat, Environment Southland Regional Council genannt, der von einem Chairman (Vorsitzenden) geführt wird. In dem Council sitzen zwölf gewählte Councillors (Ratsmitglieder), die insgesamt sechs sogenannte Constituencies (Wahlkreise) vertreten. Im Folgenden sind dies, der Wahlkreis Invercargill-Rakiura mit sechs Councillors, der Wahlkreis Eastern-Dome mit zwei und die Wahlkreise Fiordland, Western, Southern und Hokonui mit jeweils einem Councillor. Die Ratsmitglieder, die aus ihren Reihen den Vorsitzenden bestimmen, werden alle drei Jahre neu gewählt.
Des Weiteren ist die Region in zwei Distrikte und einer City mit jeweils eigenem Council unterteilt:
- Invercargill City

- Southland District
- Gore District

Während die Regionalverwaltung für die Binnen- und Küstengewässer, für die Häfen, für Land, Luft, Erosion, Katastrophenschutz, Transportplanung und der regionale Entwicklung verantwortlich ist, sind die Verwaltungen der Distrikte für alle anderen Belange der Bürger zuständig und die Angelegenheiten, die in einer Kommune geregelt werden müssen.

## Infrastruktur

### Verkehr

#### Straßenverkehr
Verkehrstechnisch angeschlossen ist die Region durch den New Zealand State Highway 1, der in Bluff an der Südküste beginnt und Invercargill mit Dunedin im Nordosten verbindet. Der State Highway 6 verbindet Invercargill mit Queenstown im Norden und durchquert dabei das Zentrum der Region. Der Nordwesten der Region wird über die State Highways 94 und 99 angebunden und die State Highways 90, 93, 96 und 98 stellen Querverbindungen innerhalb der Region her.

#### Schienenverkehr
Die Eisenbahnlinie South Island Main Trunk Railway verbindet Invercargill mit Dunedin und den Norden der Südinsel. Über die Verbindung werden ausschließlich Güter transportiert.

#### Flugverkehr
Der Flughafen westlich von Invercargill verbindet die Region mit allen Regionalflughäfen des Landes.

#### Schiffsverkehr
Über den Naturhafen von Bluff, über den die Region mit den anderen Häfen des Landes verbunden ist. Von Bluff aus ist auch die Insel Stewart Island im Süden per Fährverbindung erreichbar. 